# TSV 1947 Ebensfeld
Der TSV 1947 Ebensfeld ist ein Turn- und Sportverein aus dem Markt Ebensfeld mit den Abteilungen Damengymnastik, Fußball, Leichtathletik, Mutter-Vater-Kind-Turnen, Tennis und Volleyball. Gegründet wurde der Verein am 10. Januar des Jahres 1947.
Die erste Fußball-Herrenmannschaft stieg nach einer erfolgreichen Bezirksliga-Saison in den Jahren 2014/15 erstmals in der Vereinsgeschichte in die Landesliga Bayern auf und feierte damit die größte Erfolgsgeschichte des Vereins.

## Fußball

### 1. Herrenmannschaft
Im Jahr 2009 stieg die Mannschaft von der Kreisklasse in die Kreisliga auf. Drei Jahre später etablierte sie sich in der Bezirksliga, bevor sie 2015 den Aufstieg in die Landesliga Bayern Nordwest feierte.
Seit der Saison 2016/17 tritt die Mannschaft in der Bezirksliga Oberfranken West an, nachdem sie in der zweiten Runde der Abstiegs-Relegation gegen die zweite Mannschaft der SpVgg Bayreuth knapp scheiterte.

## DFB-Ehrenrunde
Nach einer erfolgreichen Bewerbung für die DFB-Ehrenrunde konnte am 2. Juni 2015 der originale FIFA-WM-Pokal der deutschen Fußballnationalmannschaft in Ebensfeld auf dem Sportgelände des TSV besichtigt werden.